# Pitangatuba
A Pitangatuba Eugenia selloi (Antes E. neonitida), da família Myrtaceae, é um arbusto brasileiro nativo e endêmico do litoral do estado do Rio de Janeiro e Espirito Santo. Pode atingir 2,5 metros de altura, porém seu crescimento é lento.
Seu fruto lembra uma pitanga, mas de colocação amarela e tamanho muito maior (motivo pelo qual também é conhecida pelo sinônimo de Pitangão), é de sabor doce e agradável e em nada lembra ao da pitanga, sendo altamente atrativo à avifauna e se prestando para o consumo humano in natura ou em doces e bebidas.

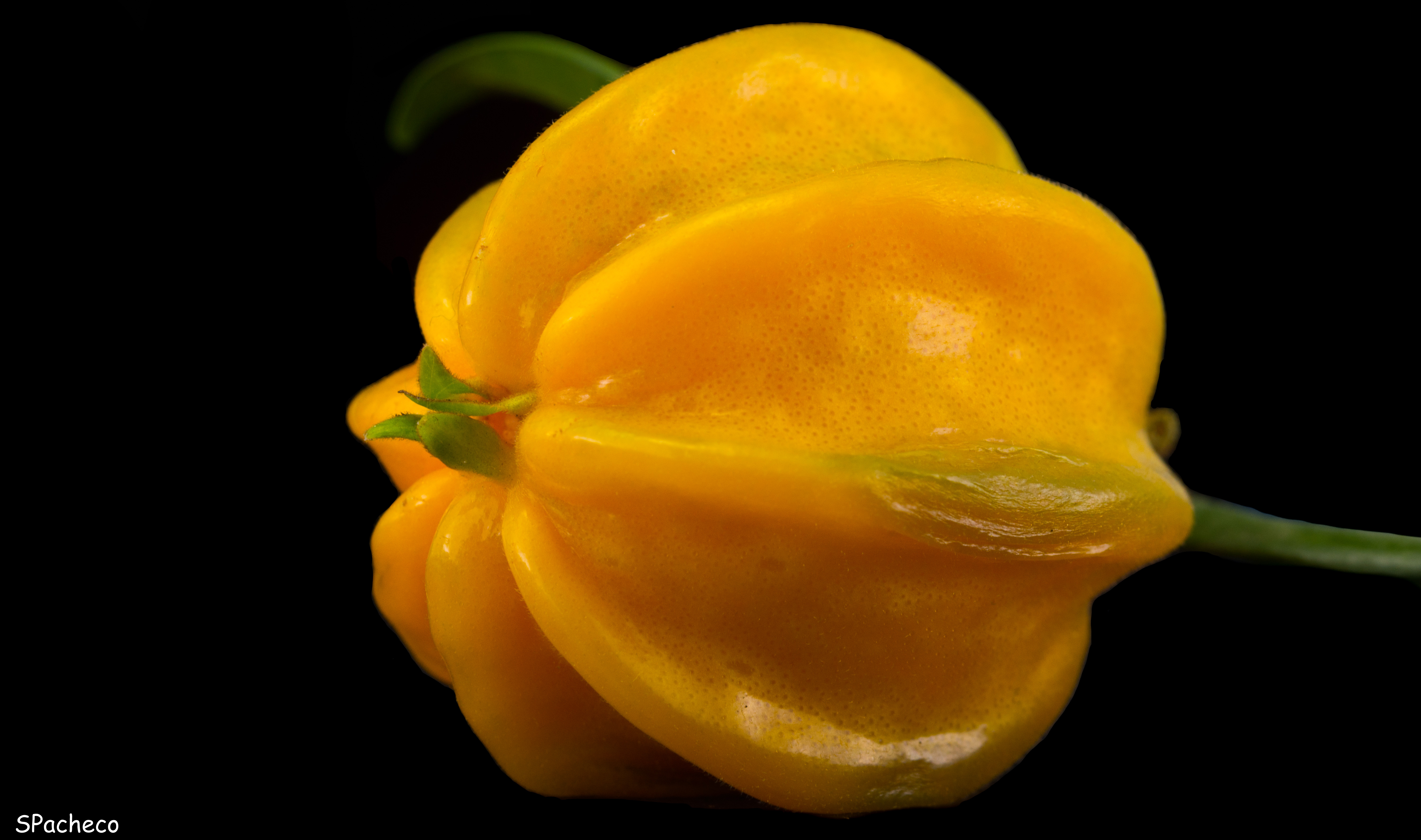
Fruto maduro de Pitangatuba ou Pitangão.

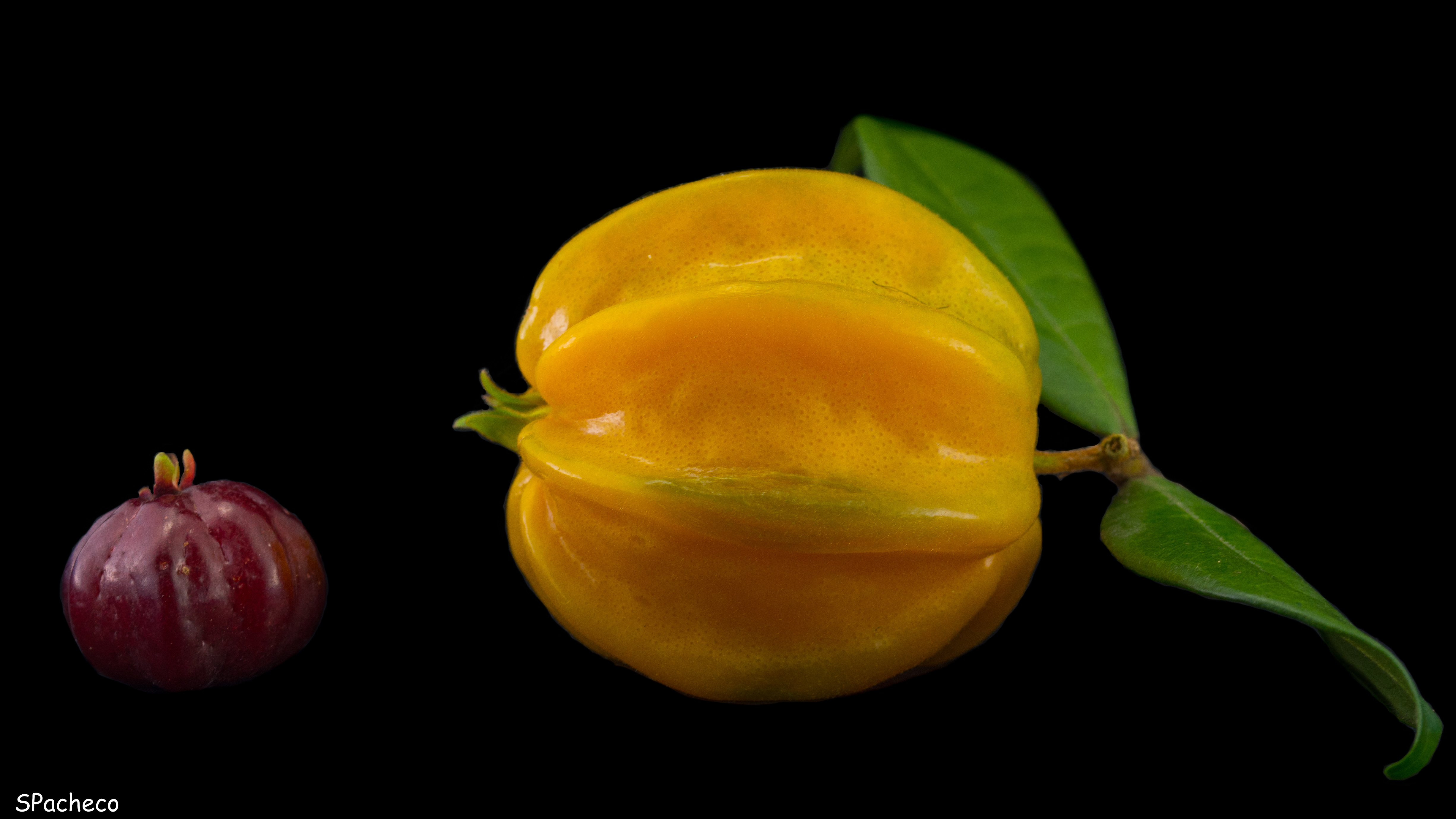
Comparação entre os tamanhos da Pitanga (Eugenia uniflora) e da Pitangatuba (Eugenia neonitida).

## Reprodução
Não existem relatos de reprodução assexuada (estaquia, alporquia ou enxertia) bem sucedida, porém novas mudas podem ser obtidas por método de reprodução sexuada (via sementes).
Embora sua semente tenha alto poder germinativo, esta pode levar até 6 meses para germinar, o que dificulta o cultivo desta planta e torna suas mudas valiosas, em especial as de maior porte.

## Sua Aplicação
Não possui aplicação comercial porque é sensivel e rapidamente perecível. Devido a sua distribuição natural bastante restrita, a pitangatuba encontra-se ameaçada, uma vez que sua região de ocorrência é bastante povoada e degradada. A planta também é sensível a transplantes, necessitando manejo cuidadoso, pois demora a se recuperar.

## Etimologia
PITANGATUBA vem do Tupi, referindo-se a “pele do fruto, que é tenra fina ou delicada e o adjetivo TUBA significa grande ou largo como de fato o fruto é”. Também é chamada de Pitanga-carambola e Pitanga-ubá.